# Gößnitz (Thüringen)

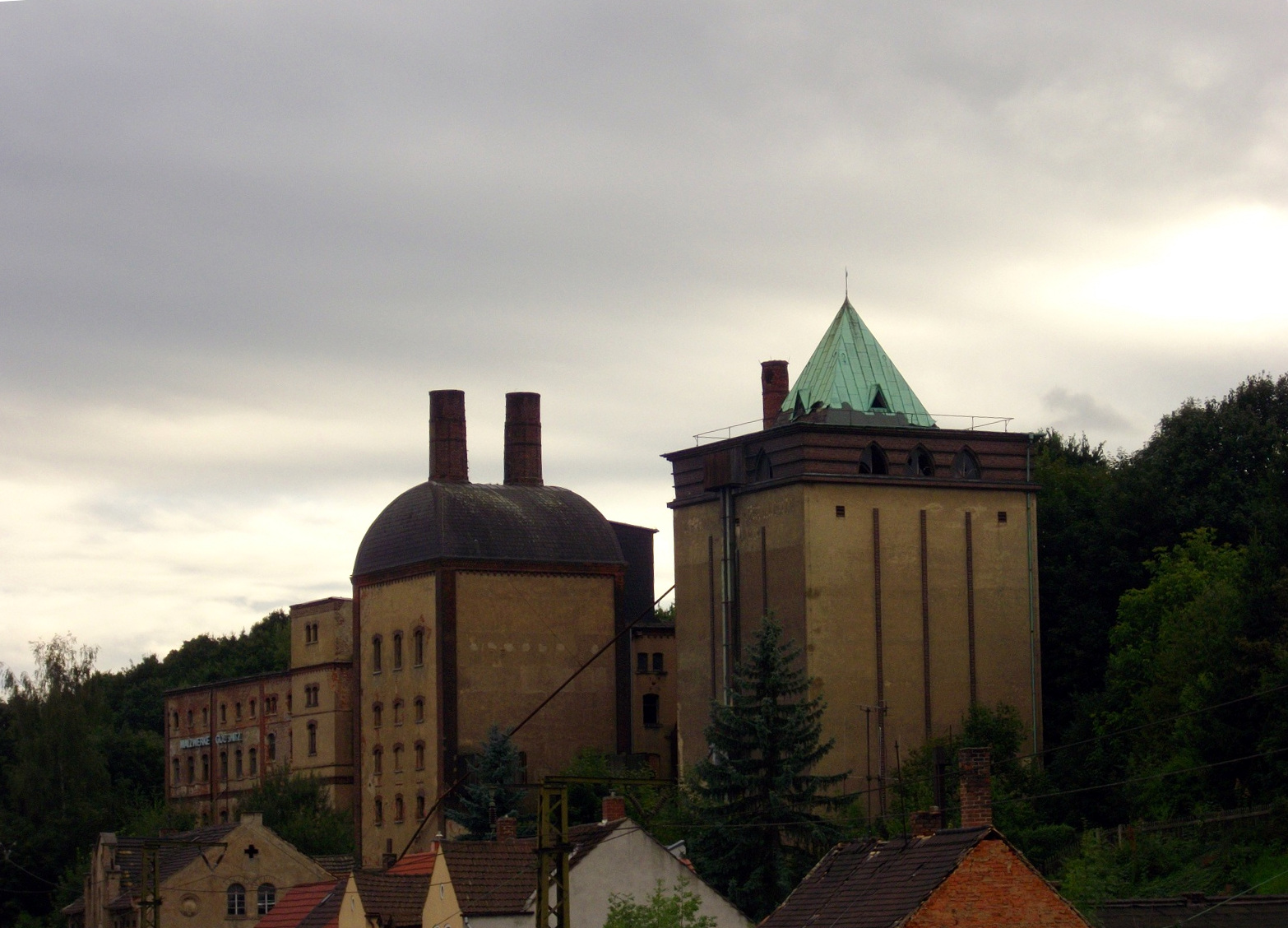
Malzwerke in der Alexander-Puschkin-Straße im Westen der Stadt

Gößnitz [Aussprache: gœsnɪt͡s] ist die bevölkerungsmäßig kleinste und flächenmäßig zweitkleinste Stadt im Landkreis Altenburger Land in Thüringen. Bekannt ist die Landstadt vor allem durch den Eisenbahnknotenpunkt der Bahnverbindung Leipzig–Hof und der Mitte-Deutschland-Verbindung (Glauchau-Schönbörnchen–Gößnitz und Gößnitz–Gera) sowie das seit 1993 jährlich stattfindende Gößnitz Open-Air. Die größte Blüte erlebte die Stadt zur Zeit der Industrialisierung, so prägt die repräsentative Malzfabrik Viktor Grimms Nachfolger von 1889 noch heute das Stadtbild.

## Geografie

### Geografische Lage
Gößnitz ist die östlichste Stadt Thüringens und die südlichste des Altenburger Landes. Durch die Stadt fließt das Meerchen, welches im Süden in die Pleiße mündet, der Ort liegt im Übergangsgebiet vom Erzgebirgsvorland zur Leipziger Tieflandsbucht.

### Nachbargemeinden
Angrenzende Gemeinden sind im Norden Nobitz mit den Ortsteilen Taupadel und Bornshain im Westen, Löhmigen im Norden, Goldschau im Nordosten sowie Podelwitz, Runsdorf und Zumroda im Osten, im Südosten Schönberg und Meerane im sächsischen Landkreis Zwickau, im Süden Ponitz mit den Ortsteilen Merlach und Zschöpel sowie Schmölln mit den Ortsteilen Nitzschka und Kummer im Westen.

### Stadtgliederung und Eingemeindungen
- Hainichen seit 1923 im Südwesten
- Kauritz teilweise seit 1. August 1924 bzw. 1928 im Süden
- Nörditz seit 1. Juli 1950 im Westen
- Pfarrsdorf im Osten seit 1. November 1973 mit

- Naundorf seit 1. Juli 1950 und
- Koblenz seit 1. August 1924

Untergötzenthal gehörte zwischen 1922 und der Umgliederung ins sächsische Meerane im Jahr 1928 zu Gößnitz.

## Geschichte

### 13. bis 19. Jahrhundert

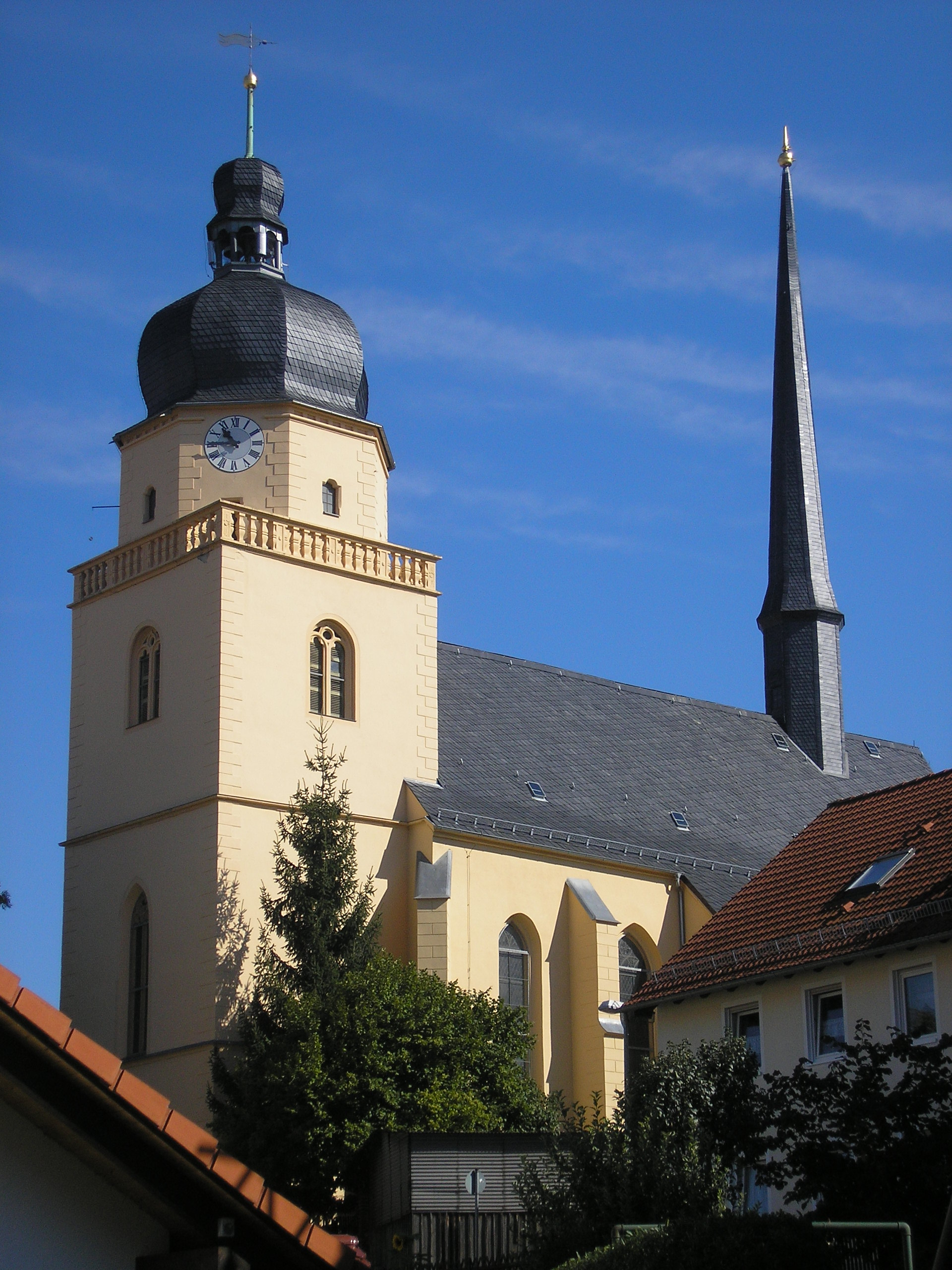
Die Stadtkirche „Sankt Annen“ von Südwesten gesehen

Gößnitz wurde erstmals 1253 als reichsministerialer Rittersitz urkundlich erwähnt. Es wird eine sorbische Dorfgründung vermutet, da der Ortsname Gößnitz sorbischen Ursprungs ist. Ab 1328 befand sich Gößnitz unter markmeißnischer Herrschaft und 1554 fiel es im Verband des Amtes Altenburg den ernestinischen Wettinern zu. Die Grundherrschaft kam 1413 teilweise, 1519 vollständig an das Georgenstift in Altenburg und nach der Reformation und der damit einhergehenden Auflösung des Georgenstifts an das landesherrliche Amt. Im Jahre 1494 wurde die heutige auf einer früheren Holzkirche erbauten Kirche eingeweiht. Der erste evangelische Pfarrer in Gößnitz war Simson Cellarius, der von 1525 bis 1544 wirkte. Als Ort eines 1488 nachgewiesenen Gerichtsstuhls über 16 Dörfer entwickelte sich Gößnitz über den dörflichen Status hinaus und erhielt 1488 Schank-, Brau- und Handwerksrechte. 1672 wurde der Ort zum Marktfleckchen erhoben, 1718 konnte Gößnitz gegen den Widerstand von Altenburg und Schmölln die Erhebung zur Stadt und daraufhin die Genehmigung von Innungen durchsetzen, doch wurde die Stadt weiter wie ein Dorf von Richter und Schöppen verwaltet; erst 1874 erhielt sie eine volle städtische Verfassung.
Gößnitz gehörte zum wettinischen Amt Altenburg, welches ab dem 16. Jahrhundert aufgrund mehrerer Teilungen unter der Hoheit folgender Ernestinischer Herzogtümer stand: Herzogtum Sachsen (1554 bis 1572), Herzogtum Sachsen-Weimar (1572 bis 1603), Herzogtum Sachsen-Altenburg (1603 bis 1672), Herzogtum Sachsen-Gotha-Altenburg (1672 bis 1826). Bei der Neuordnung der ernestinischen Herzogtümer im Jahr 1826 kam Gößnitz wiederum zum Herzogtum Sachsen-Altenburg.
Der frühe Bahnanschluss, 1844, nach Leipzig und Plauen (Bahnstrecke Leipzig–Hof), dem die Linien nach Chemnitz 1858 (über die Bahnstrecke Glauchau-Schönbörnchen–Gößnitz) und nach Gera 1865 folgten, machte Gößnitz zu einem Bahnknotenpunkt. Die nun einsetzende Industrialisierung brachte eine Pumpenfabrik, Webereien, Maschinen-, Spielwaren- und Knopffabriken hervor. Nach der Verwaltungsreform im Herzogtum Sachsen-Altenburg gehörte die Stadt Gößnitz bezüglich der Verwaltung zum Ostkreis (bis 1900) bzw. zum Landratsamt Ronneburg (ab 1900).

### 20. Jahrhundert
Die Stadt Gößnitz kam im Jahr 1918 zum Freistaat Sachsen-Altenburg, der 1920 im Land Thüringen aufging. 1922 kam sie zum Landkreis Altenburg. Im Zuge des thüringisch-sächsischen Staatsvertrags vom 7. Dezember 1927 wurden die Gebiete festgesetzt, die infolge der Grenzänderung und des Gebietsaustauschs die Länder wechseln sollten. Der Gesetzesentwurf stammt vom 15. März 1928. Dadurch kam der 1922 eingemeindete Ortsteil Untergötzenthal zu Sachsen, während die bisherige Exklave Kauritz (sächsischer Anteil) zu Thüringen kam und mit dem bereits 1924 eingemeindeten thüringischen Anteil von Kauritz vereinigt wurde.

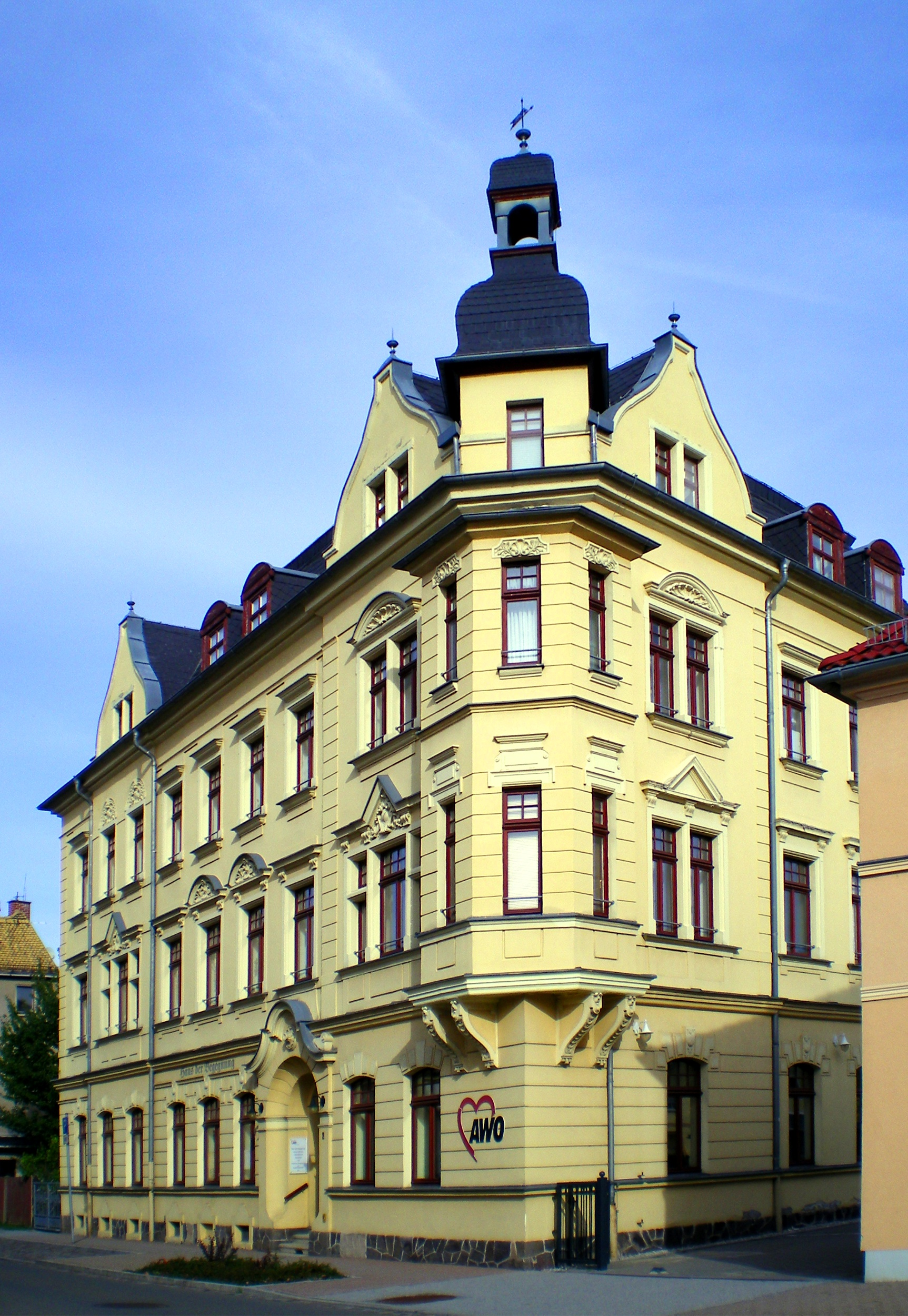
Das Gebäude der Arbeiterwohlfahrt in Gößnitz, gegenüber dem Rathaus

In den 1920er-Jahren herrschte in Gößnitz eine große Wohnungsnot, sodass sich die Stadt nach Norden ausdehnte. Die Genossenschaftshäuser wurden von der Baugenossenschaft Gößnitz S. A. errichtet. Das 1929–1932 errichtete SA-Heim wurde bei einem Hochwasser 1941 unterspült. In den Jahren 1926, 1928 und 1929 fand in Gößnitz das Dreiecksrennen statt, welches von Gößnitz nach Ponitz und über Guteborn zurück nach Gößnitz führte. Der Name leitet sich von der Streckenform ab. Im Jahre 2009 fand zum 80-jährigen Gedenken ein Nostalgierennen mit über 100 Teilnehmern aus dem Altenburger Land, dem Landkreis Greiz sowie Gera und umliegenden Gebieten statt, wobei das Baujahr der Maschinen bis einschließlich 1970 beschränkt war. So gab es neben der AWO 425 von Simson noch DKW-, MZ-, Wanderer- und viele andere Markenmotorräder.
In der Zeit des Zweiten Weltkrieges wurden auf dem Bahnhof Gößnitz Flugzeug- und Panzerteile verladen. Der Fabrikant Max Jehn wurde denunziert und im April 1945 als „Wehrkraftzersetzer“ im Zuchthaus Brandenburg-Görden hingerichtet. An ihn erinnert die Max-Jehn-Straße. Insgesamt gab es in Gößnitz 29 anerkannte Opfer des Faschismus. Ein Gedenkstein auf dem Friedhof erinnert an einen unbekannten KZ-Häftling, der im Frühjahr 1945 auf dem Bahnhof erschossen wurde. Am 14. April 1945 marschierten Truppen der US Army ein; sowjetische Truppen übernahmen die Stadt am 1. Juli 1945.
Bei der zweiten Kreisreform in der DDR wurden 1952 die bestehenden Länder aufgelöst und die Landkreise neu zugeschnitten. Die Stadt Gößnitz kam mit dem Kreis Schmölln an den Bezirk Leipzig, der seit 1990 als Landkreis Schmölln zu Thüringen gehörte und bei der thüringischen Kreisreform 1994 im Landkreis Altenburger Land aufging.

### Bevölkerungsentwicklung
Entwicklung der Einwohnerzahl (ab 1960: Stand jeweils 31. Dezember):
| - 1831: 1.304 - 1933: 6.636 - 1939: 6.483 - 1960: 7.042 - 1994: 4.679 - 1995: 4.740 - 1996: 4.663 - 1997: 4.609 - 1998: 4.534 - 1999: 4.476 | - 2000: 4.423 - 2001: 4.355 - 2002: 4.285 - 2003: 4.194 - 2004: 4.094 - 2005: 4.039 - 2006: 3.964 - 2007: 3.924 - 2008: 3.881 - 2009: 3.823 | - 2010: 3.752 - 2011: 3.724 - 2012: 3.652 - 2013: 3.581 - 2014: 3.530 - 2015: 3.511 - 2016: 3.444 - 2017: 3.403 - 2018: 3.398 - 2019: 3.386 | - 2020: 3.389 - 2021: 3.427 - 2022: 3.433 - 2023: 3.459 |
| Datenquelle ab 1994: Thüringer Landesamt für Statistik                                                                                      | | |                                                         |

## Politik

### Stadtrat
Die Kommunalwahl vom 26. Mai 2024 mit einer Wahlbeteiligung von 60,7 % (2019: 56,1 %) ergab folgende Sitzverteilung im Stadtrat:
| Partei / Liste                                    | Sitze |
| Christlich Demokratische Union Deutschlands (CDU) | 1     |
| Sozialdemokratische Partei Deutschlands (SPD)     | 2     |
| Initiative Gößnitz e. V.                          | 6     |
| Bürgerinitiative ’89                              | 7     |

### Bürgermeister
Bürgermeister ist Patrick Albrecht (parteilos). Er konnte sich bei der Stichwahl am 9. Juni 2024 mit 60,4 % der abgegebenen gültigen Stimmen gegen André Becker (Bürgerinitiative ´89) durchsetzen. Damit war Albrecht bei Amtsantritt mit 23 Jahren der jüngste hauptamtliche Bürgermeister in Deutschland. Vorherige Bürgermeister waren seit 1994 Rolf Porzig, seit 1998 Peter Dietrich (SPD) und seit 2001 Wolfgang Scholz (Initiative Städtebund e. V.).

### Verwaltungsaufgaben
Gößnitz ist seit 1995 erfüllende Gemeinde für Heyersdorf und Ponitz, nachdem die Verwaltungsgemeinschaft Oberes Pleißental aufgelöst wurde. Seit 2005 nimmt die Stadt Schmölln für die drei Kommunen die Aufgaben der unteren Gewerbebehörde wahr.

### Öffentliche Finanzen
Gößnitz hatte 2011 eine Pro-Kopf-Verschuldung von 807 Euro, 2010 lag sie bei 860 Euro und im Jahr 2003 bei 939 Euro je Einwohner.

### Wappen und Flagge
Wappenbeschreibung: „In Rot auf grünem Boden ein Reiter in stählerner Rüstung, es handelt sich dabei um den heiligen Georg, auf weissem Ross, einem grünen Drachen die Lanze in den Rachen stoßend.“ Auf dem Wappen wird der heilige Georg als Drachentöter dargestellt, dessen Wahl als Wappenzeichen sich daraus ableitet, dass das Georgenstift Altenburg im 15./16. Jahrhundert die Grundherrschaft über Gößnitz ausübte.
Die Flagge der Stadt zeigt die Farben blau und rot.

### Städtepartnerschaften
Es besteht eine Städtepartnerschaft mit Neuenbürg in Baden-Württemberg.

## Kultur und Sehenswürdigkeiten

### Theater und Museen

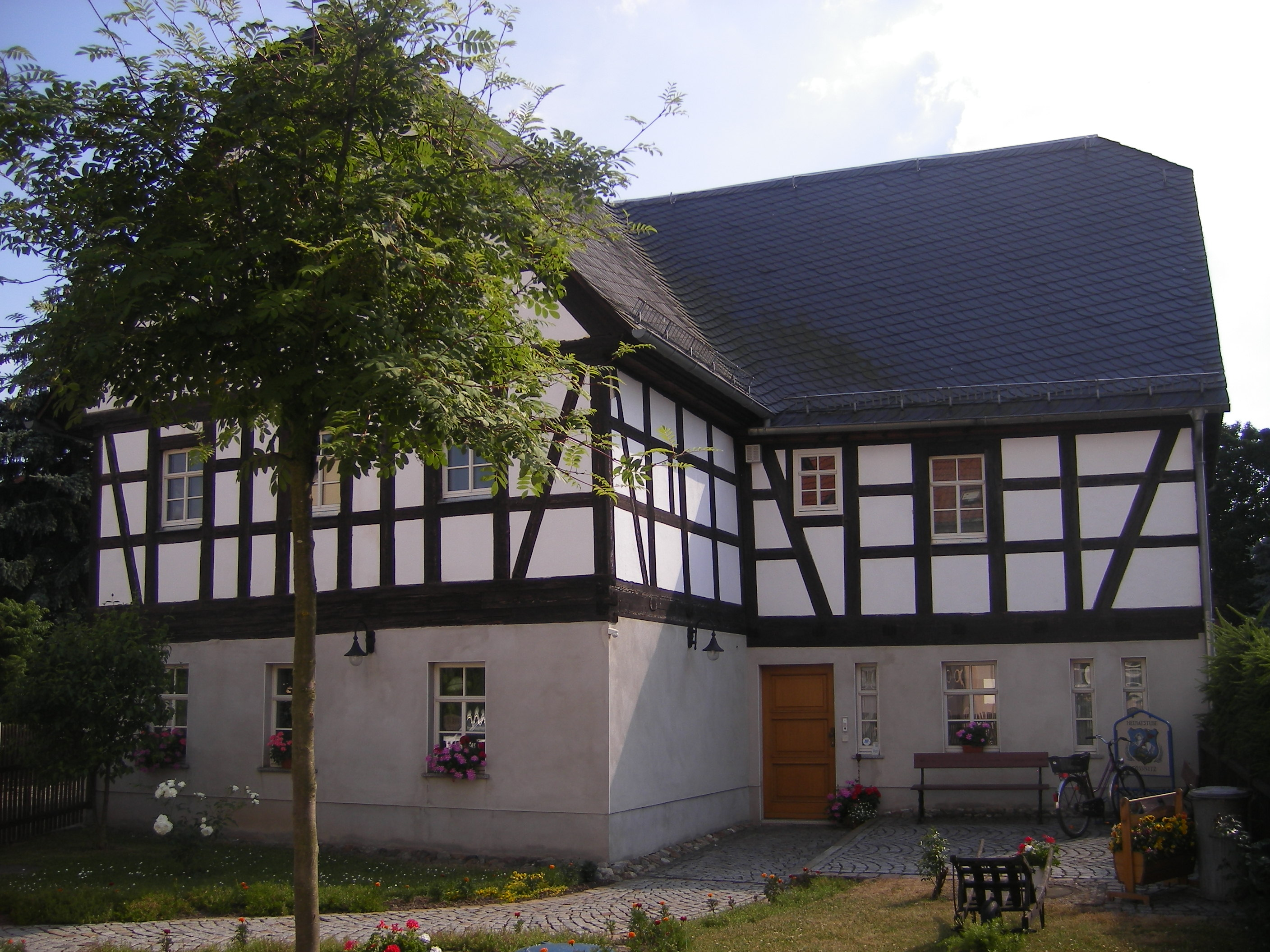
Die Heimatstube, Museum für Regionalgeschichte im Stadtteil Kauritz

Das Kabarett Nörgelsäcke mit seinen regelmäßigen Gastauftritten namhafter Künstler und die Heimatstube als Museum für Regionalgeschichte bereichern das kulturelle Angebot. Die Heimatstube bezog 1999 ein etwa 180 Jahre altes saniertes Fachwerkhaus. Das Erdgeschoss beherbergt unter anderen einen Veranstaltungs- und Leseraum, während die erste Etage der Dokumentation der Stadtgeschichte und das Dachgeschoss als Schaudepot dient. Im Rathaus sind wechselnde Ausstellungen zu besichtigen.

### Musik
In Gößnitz findet seit 1993 das von der Initiative für Musik und Kultur Gößnitz e. V. (IMUKG) um das erste Augustwochenende veranstaltete Open Air Gößnitz statt. Zu diesem Konzert werden jährlich Hunderte Besucher aus ganz Mitteldeutschland erwartet. Auch Rammstein spielten vor einigen Jahren bei diesem Open Air, als sie noch weniger bekannt waren. Die IMUKG veranstaltet seit 2009 das Indoor Festival, ab 2012 in der Music Hall in Altenburg und nicht mehr in der Stadthalle Friedrich Ludwig Jahn. In der Stadt befinden sich eine Außenstelle der kreiseigenen Johann-Friedrich-Agricola-Musikschule im CulturCentrum und eine private Tanzschule.

### Denkmäler und Bauwerke

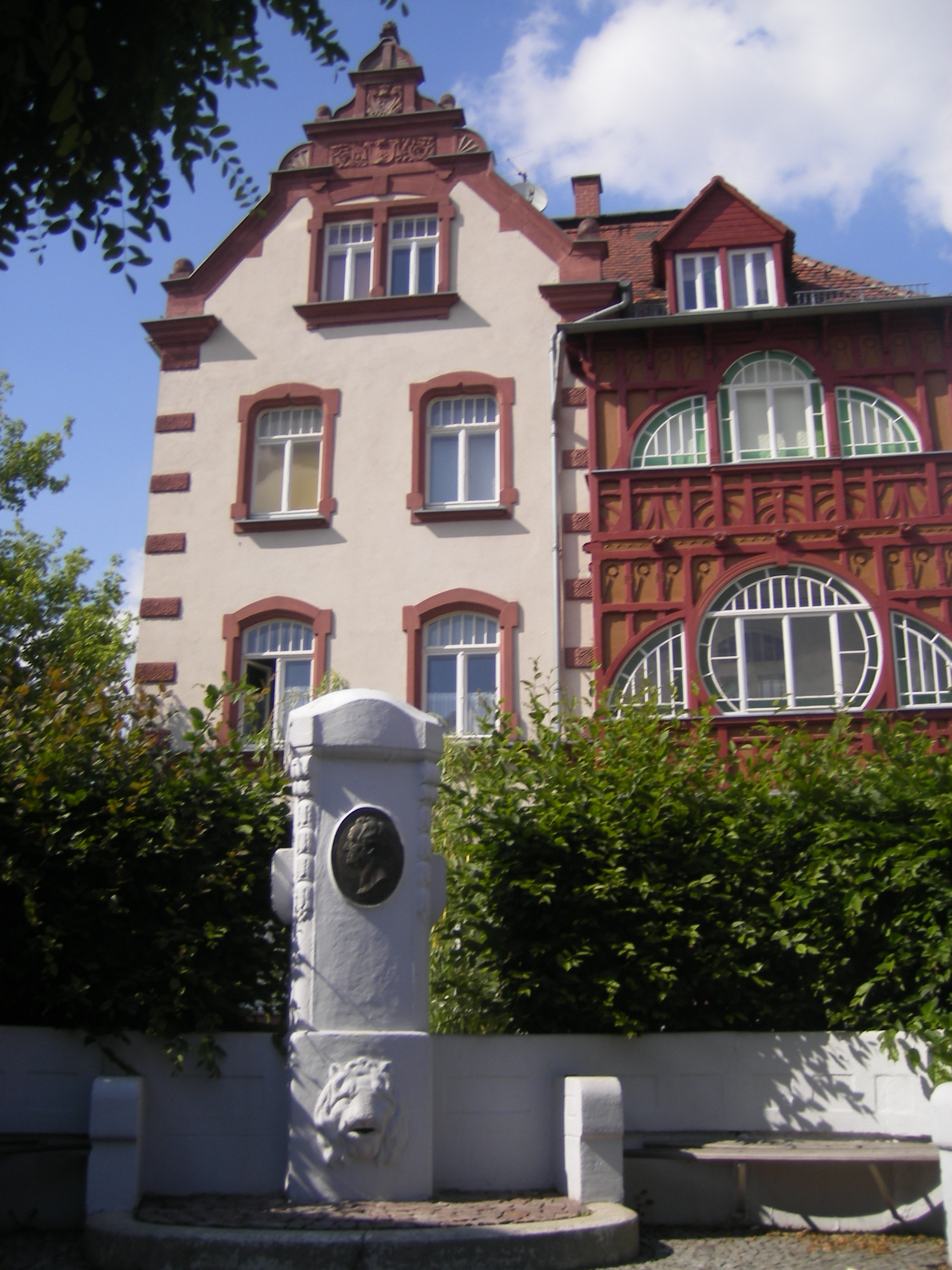
Goethe-Denkmal

- In Gößnitz existieren vier Denkmäler, drei davon stehen auf dem Friedhof. Das ist zum einen das Grab des Gründers des Deutschen Philatelistenverbandes und Chronisten der Stadt Gößnitz, Artur Ernst Glasewald (1861–1926), in unmittelbarer Nähe liegt das Grab eines unbekannten KZ-Häftlings, der 1945 auf dem Gößnitzer Bahnhof erschossen wurde, sowie ein Denkmal für die verstorbenen Kämpfer der Militärvereine gegenüber der 1907 errichteten Kapelle. Das vierte Denkmal ist Goethe gewidmet und befindet sich in der Innenstadt. Darüber hinaus existiert an der Mündung des Meerchens in die Pleiße ein aufgestellter Rest des Wehres, das an dieser Stelle bis 2004 stand. Etwas Ähnliches befindet sich am Bahnhof, dort wurde ein Teil der Stahl-Fachwerkbrücke aus dem Jahr 1904 aufgestellt, da zwischen 2008 und 2010 ein Ersatzneubau der Bahnbrücke errichtet wurde.
- Architektonisch besonders sehenswert ist das Ensemble um die 1494 errichtete spätgotische Stadtkirche Sankt Annen. Dazu zählt der dreiseitige Pfarrhof mit dem 1653 errichteten Umgebindehaus, das 1725 erbaute Diakonat, welches heute als evangelischer Kindergarten genutzt wird, und das zwischen 1700 und 1750 gebaute sogenannte Glockenklöppelhaus, das diesen Namen durch eine Sage erhielt. Zwischen den Gebäuden steht die 1884 gepflanzte Lutherlinde.
- Auf dem Freiheitsplatz stehen neben dem Rathaus mit gusseisernem Fries, dem Stadtwappen und einem Bleiglasfenster die 1861 eingerichtete alte Schule – das Gebäude selbst ist älter, die 1883 erbaute Turnhalle und die 1889 eingeweihte neue Schule. In unmittelbarer Nähe des Freiheitsplatzes steht ein größtenteils verputzter Ständerbau aus dem 16. Jahrhundert; man geht davon aus, dass dies das älteste Profanbauwerk der Stadt ist.
- In der Walter-Rabold-Straße stehen einige sehr gut erhaltene Villen des 19. Jahrhunderts, in einer war bis 1945 die erweiterte Oberschule untergebracht. Im Westen der Stadt befand sich im 19. und 20. Jahrhundert das Industriegebiet, von dem noch einige Fabriken stehen, wie die Malzwerke, die der Altenburger Brauerei unterstanden.
- Die romanische Dorfkirche im Ortsteil Naundorf stammt aus dem 13. Jahrhundert.
- Im Ortsteil Pfarrsdorf befindet sich ein vorbildlich restaurierter denkmalgeschützter kleiner Vierseithof.
- Zum ehemaligen Rittergut Hainichen gehört das 1707 errichtete Herrenhaus, welches heute als Pflegeheim genutzt wird.

Für weitere denkmalgeschützte Bauwerke siehe Liste der Kulturdenkmale in Gößnitz.

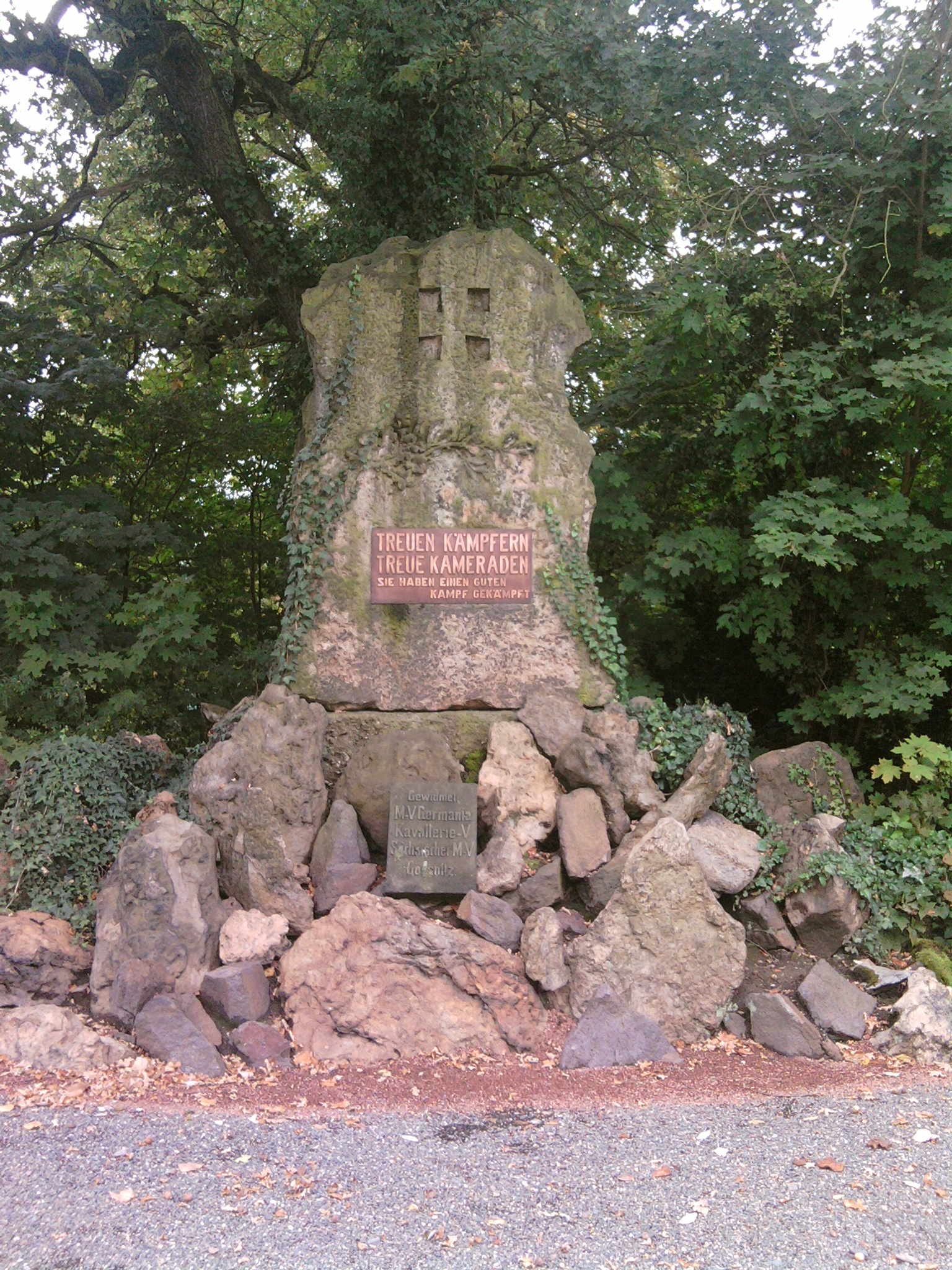
Gefallenendenkmal
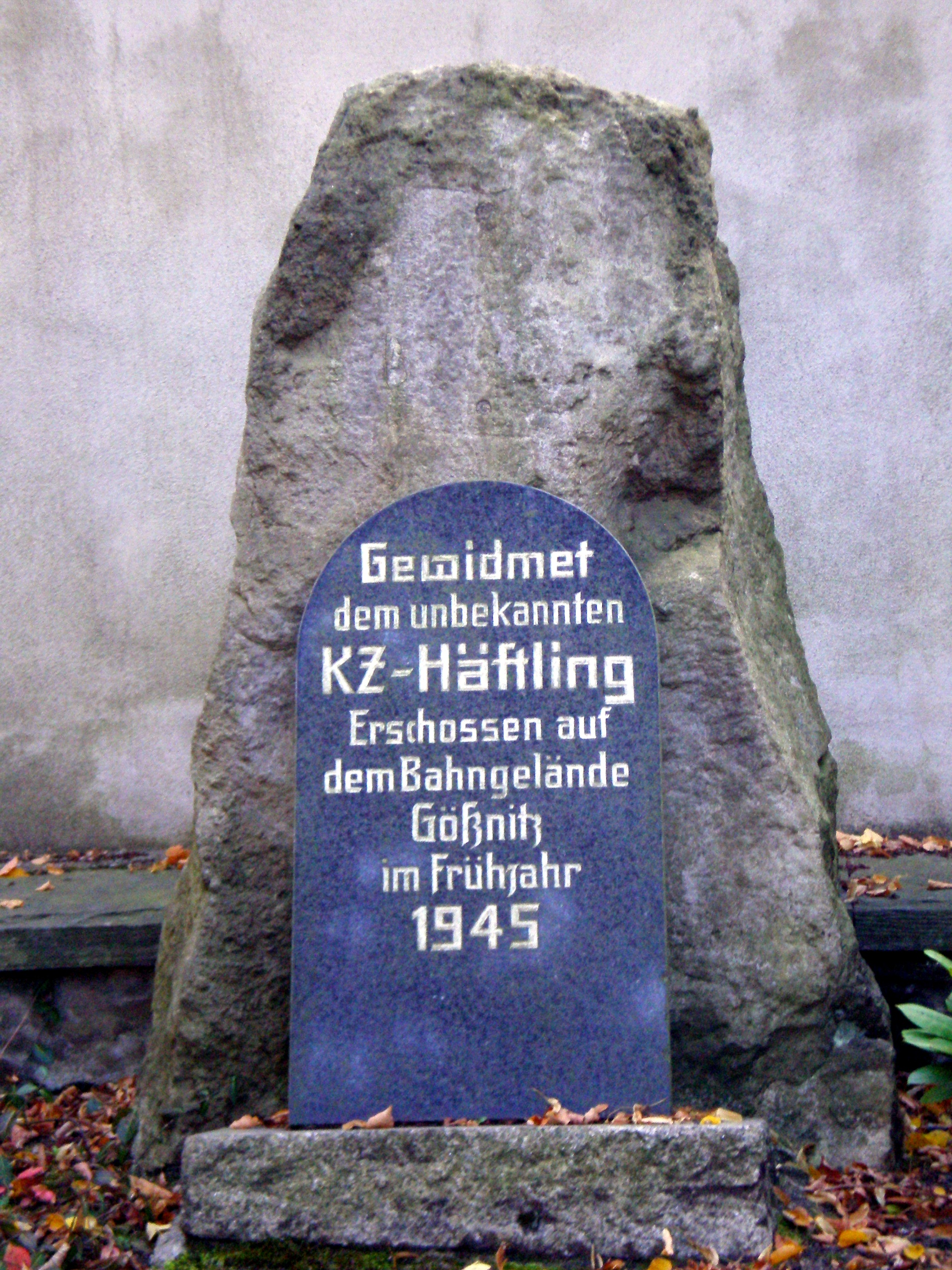
Gedenkstein für den unbekannten KZ-Häftling
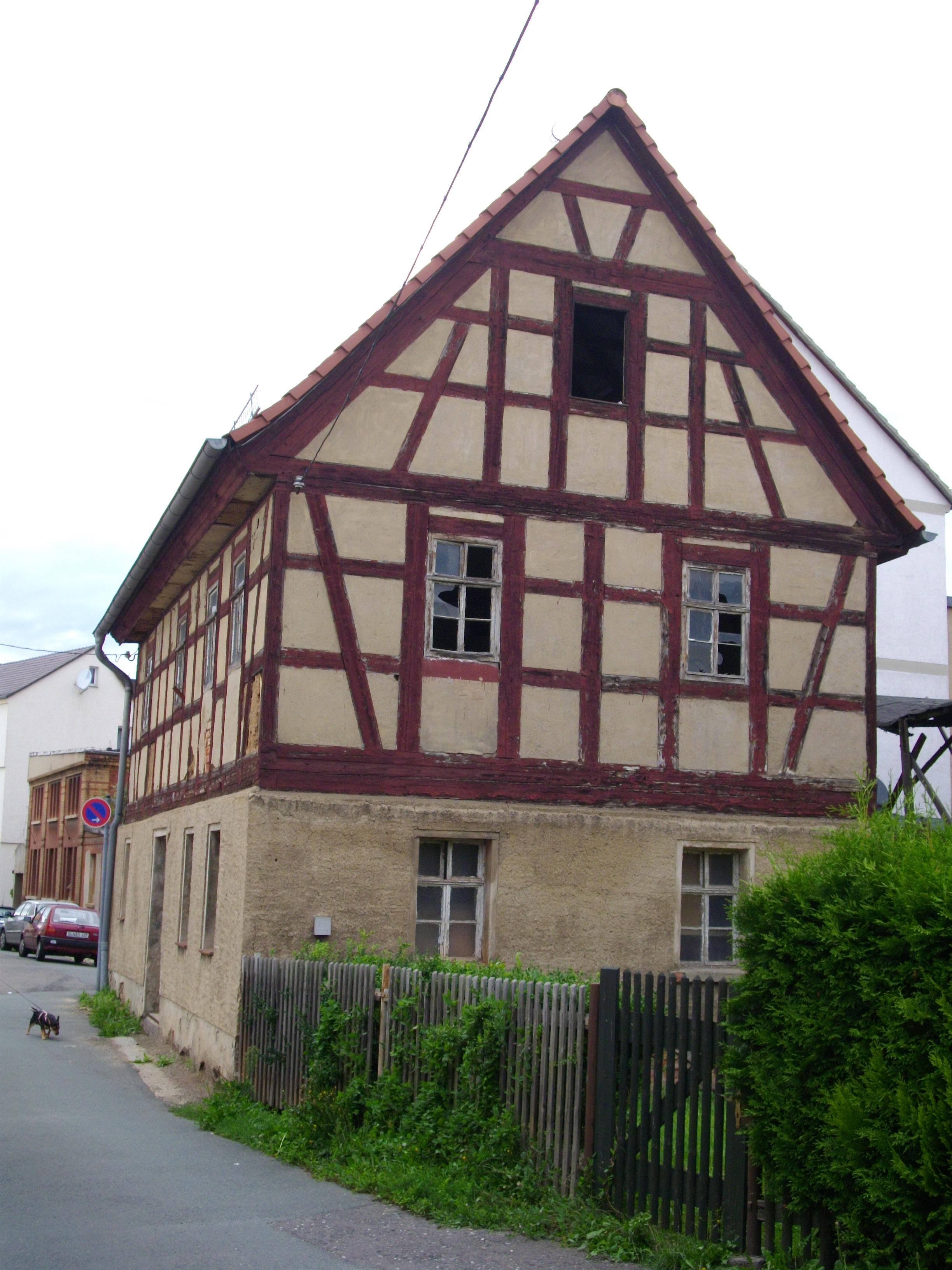
Verfall in der Altstadt
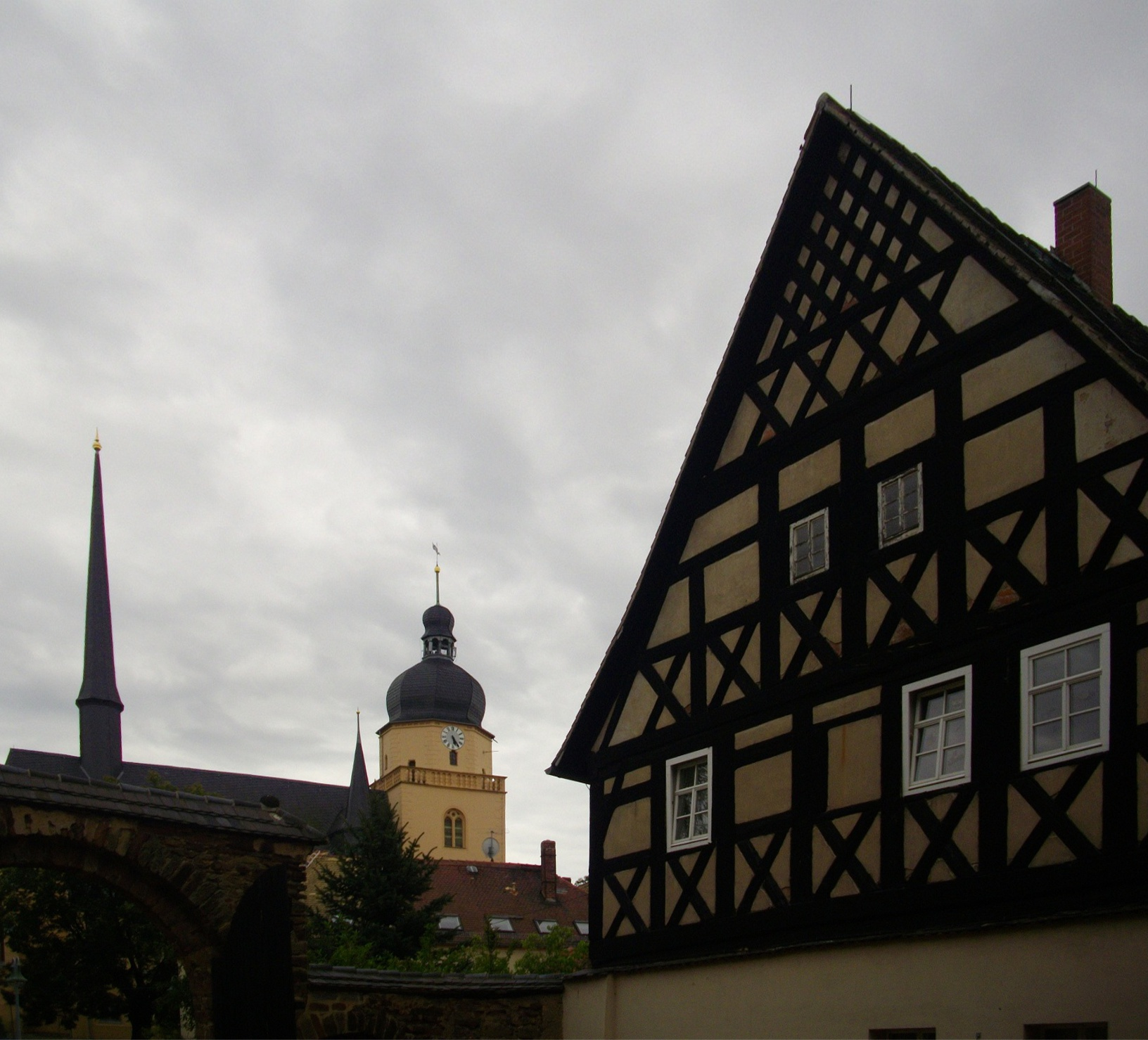
Pfarrhaus und Kirche
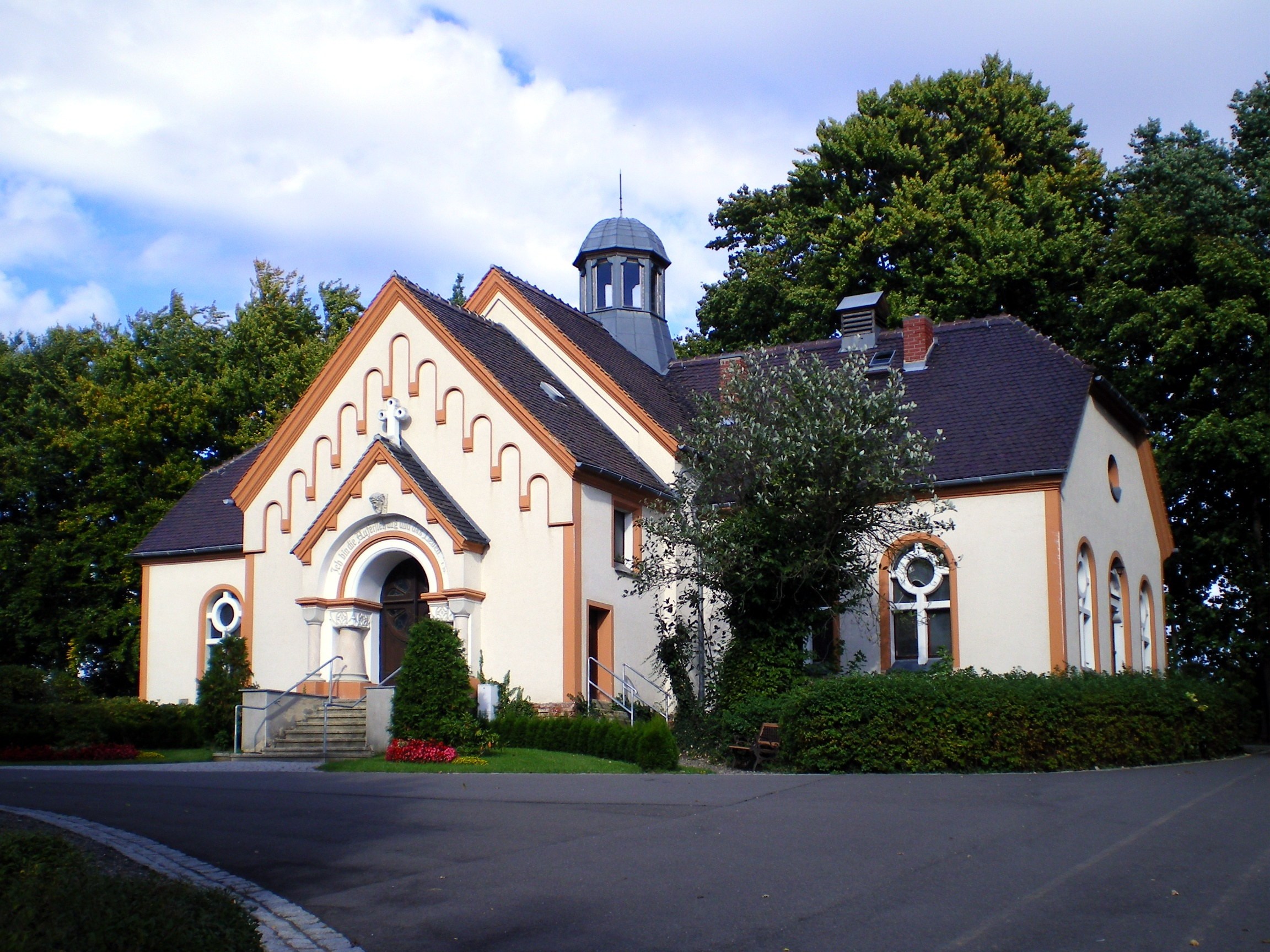
Friedhofskapelle

### Grünflächen und Naherholung
Erholungsmöglichkeiten bieten das Gößnitzer Freibad und das im Westen der Stadt in Richtung Naundorf angrenzende Waldstück Tannicht sowie der Park hinter dem Freiheitsplatz. Der weitläufige und bepflanzte Friedhof mutet ebenfalls wie ein Park an.

### Sport
Sportplatz und Turnhalle des Schulzentrums stehen Vereinen zur Verfügung, des Weiteren gibt es auch eine Kegelanlage. Sie schließt sich an den Sportplatz der Karl-Ebhardt-Sportstätte an, auf dem der FSV Gößnitz trainiert. Außerdem gibt es einen Bolzplatz. Die Sportstätte besitzt ebenso auch einen Kunstrasenplatz.

### Regelmäßige Veranstaltungen
Neben den musikalischen Veranstaltungen, wie Konzerten in der Stadtkirche St. Annen oder der Stadthalle Friedrich Ludwig Jahn und dem Open-Air sind weitere regelmäßige Veranstaltung das Walpurgisfeuer, das Thüringer Kabarett Treffen, welches 2011 vom Kabarett Nörgelsäcke initiiert wurde und seitdem alle zwei Jahre im Mai stattfindet, das Freibadfest, eine Modelleisenbahnausstellung und der Weihnachtsmarkt am ersten Adventssonntag.

## Wirtschaft und Infrastruktur

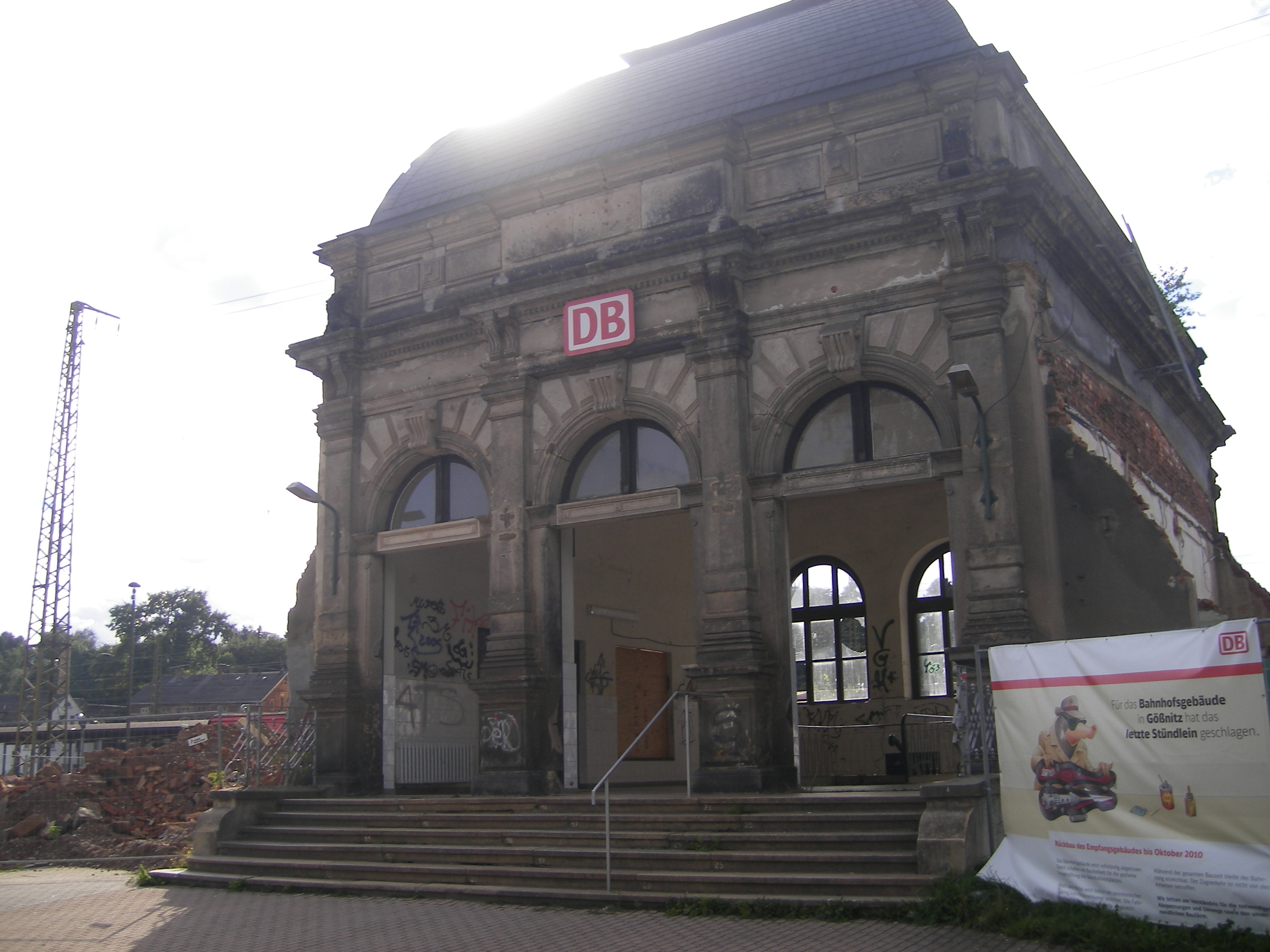
Der Mittelpavillon exakt 117 Jahre nach seiner Einweihung am 30. August 1893

### Verkehr
Der Bahnhof Gößnitz liegt an der Bahnstrecke Leipzig–Hof (eröffnet durch die Sächsisch-Bayerische Eisenbahn-Compagnie im Jahre 1844), der Bahnstrecke Glauchau-Schönbörnchen–Gößnitz (eröffnet 1858) sowie der Bahnstrecke Gößnitz–Gera (Mitte-Deutschland-Verbindung, eröffnet 1865).

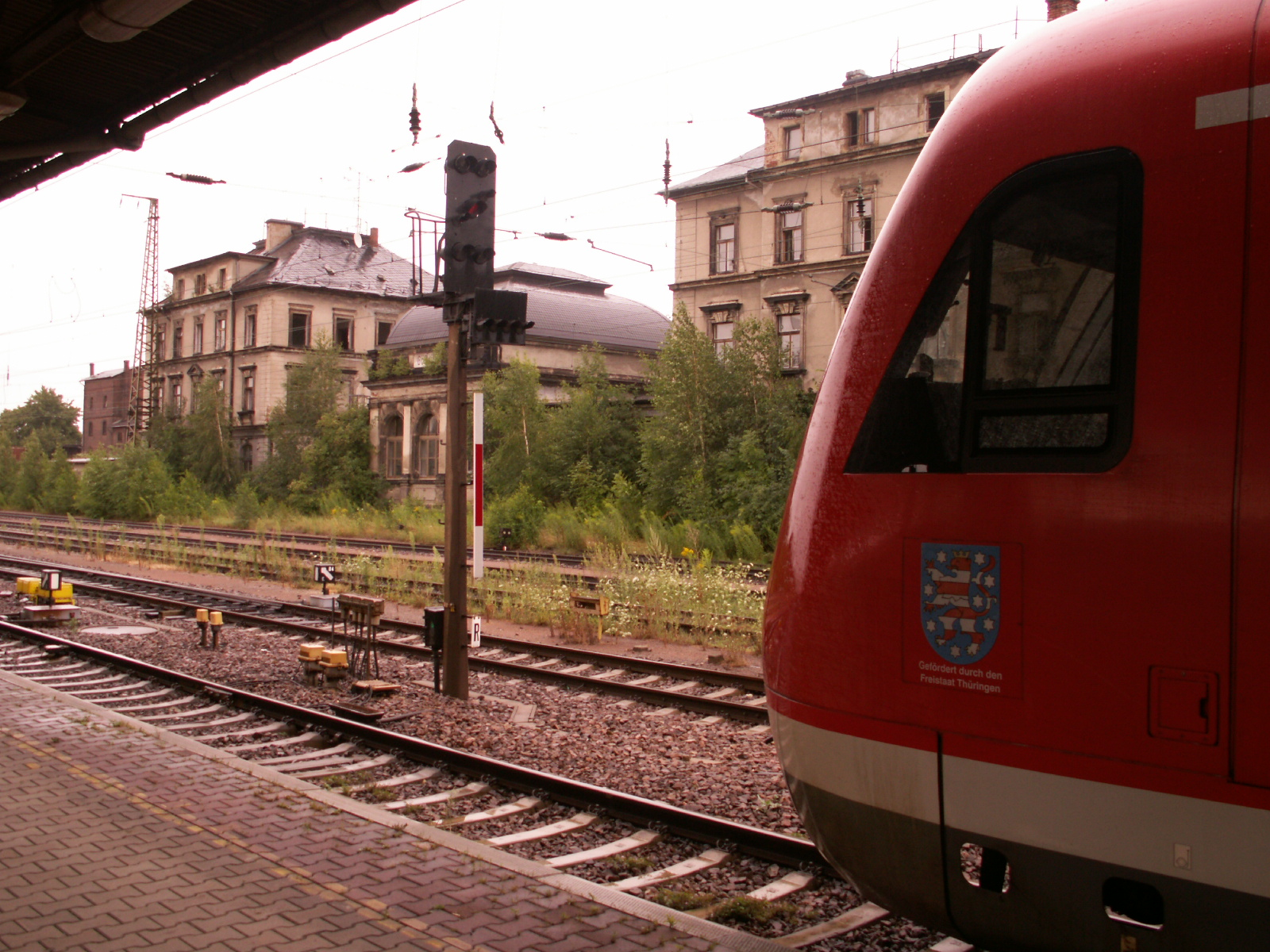
Rückseite des Bahnhofs, von Gleis 4 aus gesehen

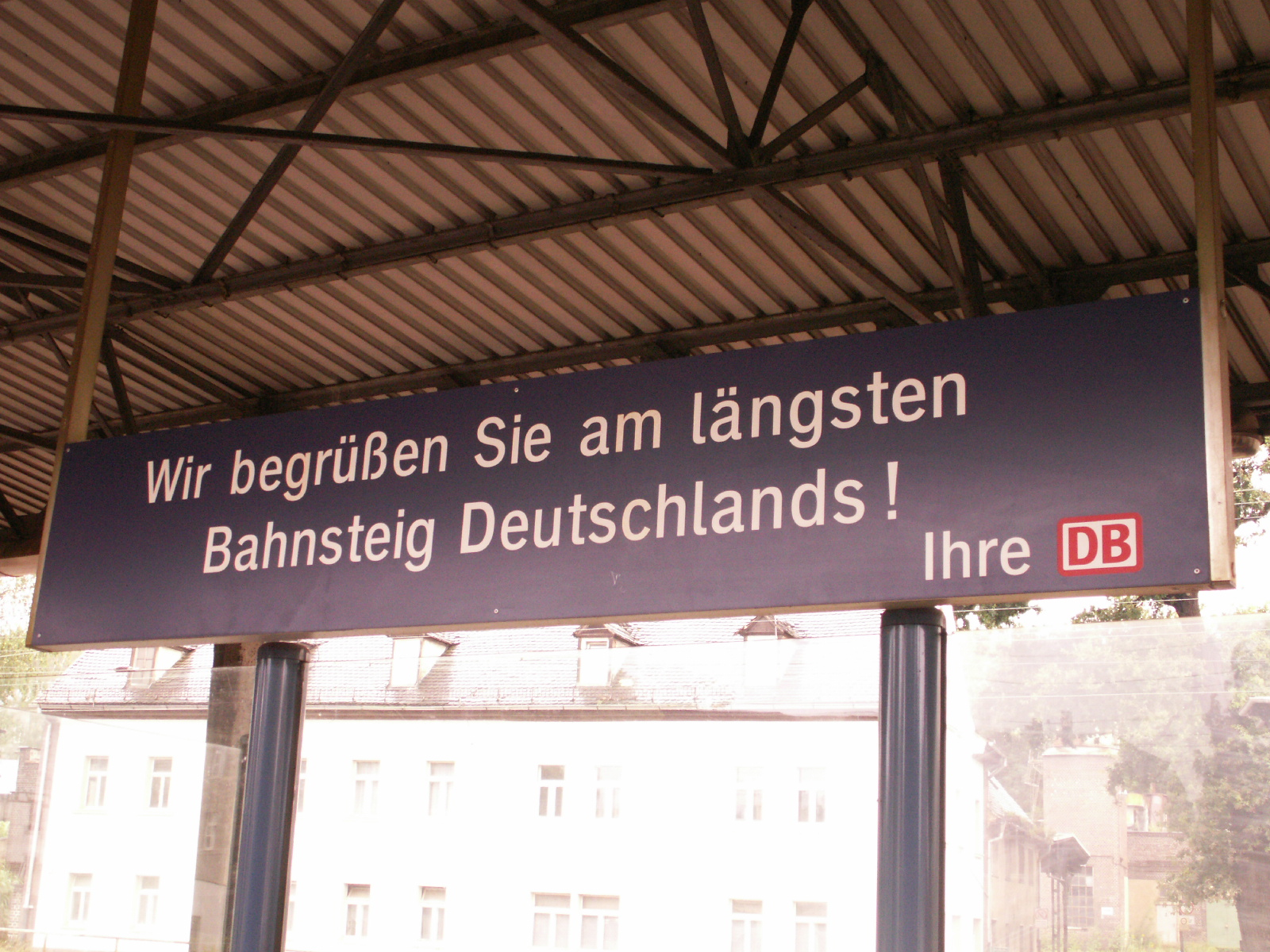
Bahnsteigschild

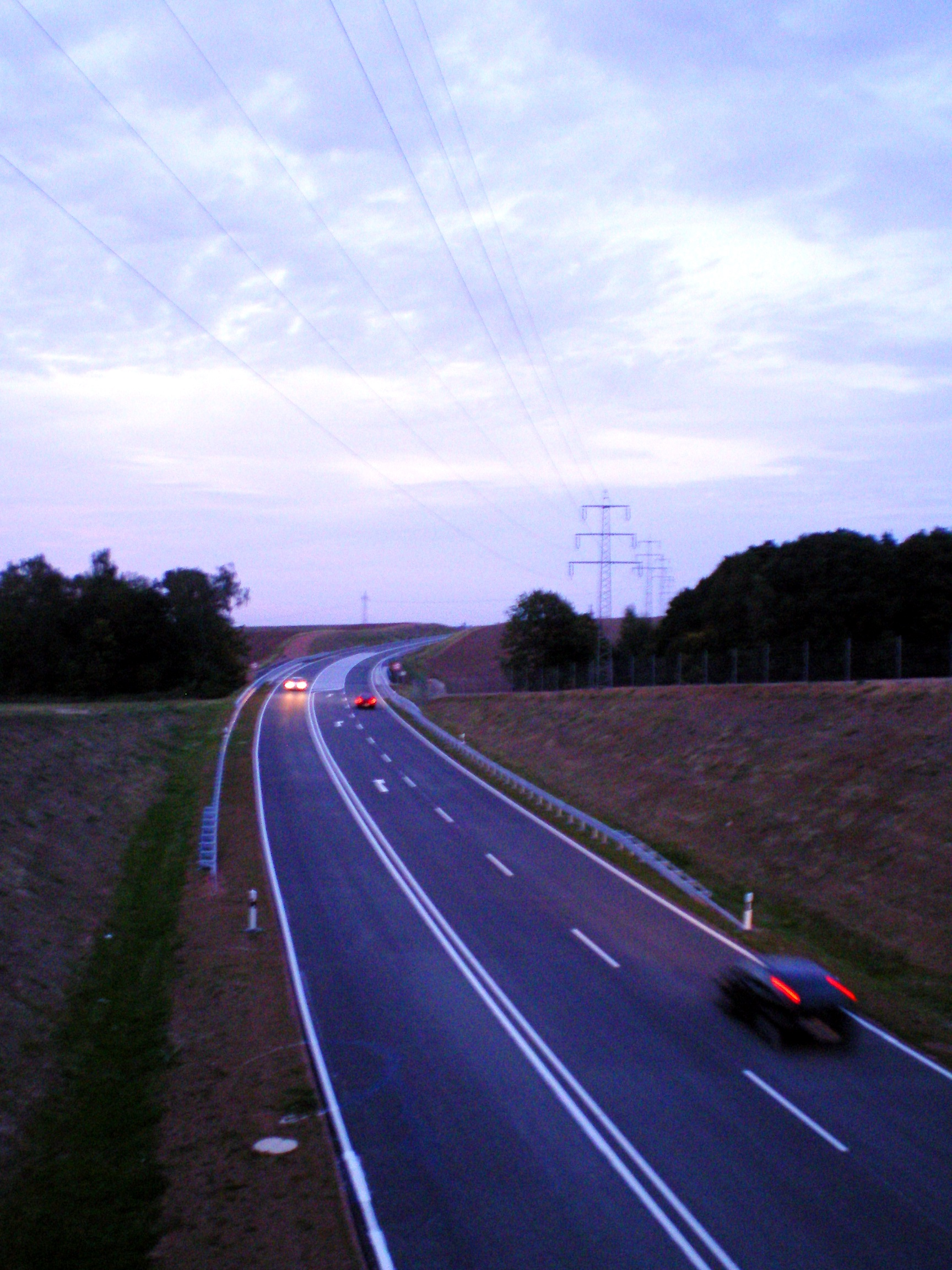
Ortsumgehung am 1. Oktober 2012

Bis zum Umbau des Bahnhofs 2016/2017 gab die Deutsche Bahn die genaue Länge des Bahnsteigs mit 608 Meter an. Laut einem auf dem Bahnsteig angebrachten Schild handelt es sich dabei um den angeblich „längsten Bahnsteig Deutschlands“. Grund für die ungewöhnliche Länge des Bahnsteigs ist, dass hier jeweils zwei Züge hintereinander am selben Bahnsteig halten und nicht wie üblich hierfür zwei getrennte Inselbahnsteige errichtet wurden. Die Angabe auf dem Schild stimmt jedoch nicht, so ist z. B. ein Bahnsteig am Essener Hauptbahnhof mit einer Nettobaulänge von 667 Metern deutlich länger als der in Gößnitz. Außerdem wird die Länge des Bahnsteigs seit Beginn des Umbaus nur noch mit 435 Meter angegeben.
Das Empfangsgebäude gehörte bis zu seinem Abriss zu den bedeutendsten Baudenkmälern der Stadt. Es entstand in mehreren Bauphasen und umfasste neben einem Mittelpavillon im Stil des Neobarock von 1893, in dem sich der Zugang zum Bahnsteig befand, zwei um 1860 errichtete mehrgeschossige Bauten nördlich und südlich davon. Damit gehörte es zu den ältesten noch vorhandenen großen Bahnhofsgebäuden in Thüringen. Verschiedene Nebengebäude des Bahnhofes wurden bereits 2007 weggerissen. Trotz Denkmalschutz wurde das Bahnhofsgebäude auf Drängen der Stadtverwaltung und mit Zustimmung der Denkmalschutzbehörden im Jahr 2010 durch die Deutsche Bahn teilweise abgerissen. Der Mittelpavillon mit seinen Sandsteinreliefs wurde von einer Privatperson erworben und abgetragen, er soll in der Nähe von Kiel wiedererrichtet werden.
Auf dem Bahnhofsvorplatz wurde 2013 eine Buswendeschleife mit Parkbuchten für Busse und zusätzliche PKW-Stellplätze errichtet. Im Jahr 2016 wurde das langjährige Provisorium durch einen neuen Zugangsbereich zur Unterführung, der auch barrierefrei ist, abgelöst. Den barrierefreien Zugang, sowohl vom Bahnhofsvorplatz als auch von den Bahnsteigen zur Unterführung, wollte die Deutsche Bahn bereits 2014/2015 fertigstellen. Der Einbau eines Aufzuges, einer neuen Treppenanlage sowie deren neue Überdachung werden frühestens 2017 fertig sein.
Die Bundesstraße 93 führt seit 1. Oktober 2012 an der Stadt vorbei. Die 5,7 km lange und 31,1 Millionen Euro teure Ortsumgehung mit sieben Brücken entlastet außerdem den Ort Löhmigen. Mit dem Bau der Strecke wurde am 9. September 2009 nach archäologischen Grabungen begonnen. Die Stadt ist nun über die Anschlussstellen Gößnitz-Nord und Gößnitz-Süd zu erreichen. Bereits im Jahr 1990 wurde der Bedarf beim Bundesverkehrsministerium angemeldet. Notwendig ist die Umgehungsstraße vor allem aus Sicht der Anwohner, da täglich rund 9.500 Fahrzeuge auf der Strecke verkehren, ungefähr 1.000 davon sind Lastkraftwagen.
Weitere Straßen durch Gößnitz sind die Landesstraße L 1358, die zur B 7 in Schmölln führt und die L 2466 über Naundorf, Koblenz und Pfarrsdorf zur B 180 bei Oberwiera. Die nächste Autobahnanschlussstelle ist bei Meerane an der A 4. Weiterhin soll im Jahr 2013 ein zentraler Busplatz am Bahnhof errichtet werden. Buslinien, die die Stadt erschließen, sind
- die Linie 133 Gößnitz–Meerane–Dennheritz–Zwickau der Regionalverkehrsbetriebe Westsachsen,
- die Linie 328 Altenburg–Ehrenhain–Gösdorf–(Zumroda)–Gößnitz–Schmölln der THÜSAC Personennahverkehrsgesellschaft
- die Linie 329 Schmölln / Gößnitz–Bornshain–Zehma der THÜSAC,
- die Linie 354 Thonhausen–Heyersdorf–Crimmitschau / Gößnitz–Schmölln der THÜSAC und
- die Linie 358 Altenburg–Mockern–Mockzig / Gößnitz der THÜSAC.

Als Teil des Landkreises Altenburger Land ist Gößnitz in den Mitteldeutschen Verkehrsverbund integriert.

### Wasserver- und Abwasserentsorgung
Die Aufgaben der Wasserver- und Abwasserentsorgung hat die Stadt Gößnitz dem Zweckverband Wasserver- und Abwasserentsorgung Altenburger Land übertragen.

### Ansässige Unternehmen
1875/76 wurde die Chemische Fabrik F. H. Blechschmidt Gößnitz gegründet mit dem Produktionsprofil „bewährte Peche und Wachse für Schuhindustrie, Ausballmasse, Oele, Fette, Harzprodukte, Spezialität: Feueranzünder“. Diese ging nach dem Zweiten Weltkrieg in der VEB Haushaltschemie Gößnitz auf, welche Bohnerwachs und Kohlenanzünder herstellte. Am 19. November 1980 kam es hier aufgrund verschlissener Anlagen zu einer Kesselexplosion. Die Opfer waren fünf Tote und ein ungeborenes Kind sowie zahllose Verletzte. Der zum Alleinverantwortlichen gemachte Betriebsdirektor wurde aus der SED ausgeschlossen und nahm sich im März 1981 drei Tage vor Beginn des Prozesses das Leben.
Nur sehr wenige Betriebe aus der DDR-Zeit existieren noch heute. Ein Beispiel für das vielseits kritisierte Vorgehen der Treuhand ist der VEB Altenburger Brauerei, BT Malzwerke Gößnitz (wie er bis 1989 hieß). Er belieferte zahlreiche namhafte Brauereien in Mitteldeutschland. Ein Teil des Unternehmens in der Uferstraße wurde bereits weggerissen, der andere in der Alexander-Puschkin-Straße steht noch. Der heutige Pumpen- und Pumpenanlagenhersteller Apollo Gößnitz GmbH wurde bereits 1863 von C. Allendorf gegründet und hat zurzeit 115 Mitarbeiter. Diese Traditionsfirma befindet sich in der Walter-Rabold-Straße, ebenso wie Jet Logistics GmbH, die 1997 als Zweigstelle eines niederländischen Unternehmens gegründet wurde. Weitere große Unternehmen der Stadt sind die FEUMA Gastromaschinen GmbH mit 51 Mitarbeitern, die aus dem VEB Feuma (Feuma steht für Feuchtraummaschinen) des Kombinates Nagema hervorging sowie Gößnitzer Stahlrohrmöbel GmbH mit 58 Mitarbeitern in der Wehrstraße, welche sich 1991 ansiedelte. Das Betonwerk Pleisse GmbH & Co. KG wurde nach der Jahrtausendwende wieder geschlossen und inzwischen abgerissen. Die Stadtväter versäumten es zunächst, ein Gewerbegebiet auszuweisen, nur die Erschließung an der Zwickauer Straße beherbergt die brachliegende Fläche des ehemaligen Betonwerks, den Gößnitzer Möbelmarkt Meyer, den Stuckhersteller Profil GmbH Gößnitz und eine Fläche mit Sonnenkollektoren. Die Walter-Rabold-Straße mit dem Apollowerk ist seit 1860 Industriegebiet. In der Wehrstraße waren bereits zu DDR-Zeiten mehrere Firmen angesiedelt. Die erste Gewerbeanlage nach 1990 wurde zwischen Pleiße und der Bahnstrecke im Überflutungsgebiet gebaut. Trotz Schutzdämmen wird das Gelände bei Hochwasser überschwemmt. Dort siedelte sich ein Logistikzentrum der Menke-Gruppe an, das 2001 zum Glauchauer Unternehmen SAT Sächsische Autotransport und Service GmbH kam und dort Neuwagen zum Weitertransport lagert.
Der am 5. September 2002 gegründete Städtebund Schmölln-Gößnitz hat sich neben kommunaler Zusammenarbeit das Ziel gesetzt, am gemeinsamen Industrieverbundstandort Nitzschka-Nörditz produzierendes Gewerbe anzusiedeln. Von 2009 bis 2011 wurde das Gewerbegebiet erschlossen.

### Bildung
Gößnitz ist Sitz einer staatlichen Regelschule sowie einer Grundschule, die beide im neuen 1996 eingeweihten Schulzentrum der Stadt untergebracht sind. Zuvor war die Schule auf dem Freiheitsplatz am Rathaus untergebracht. In der Stadt gibt es mehrere Kindergärten; einer davon, direkt bei der Sankt-Annen Kirche, ist in evangelischer Trägerschaft. Bis 1945 gab es in Gößnitz eine erweiterte Oberschule in der Walter-Rabold-Straße, die jedoch aufgrund des Entnazifizierungsverfahrens der Lehrkräfte geschlossen wurde.

## Persönlichkeiten

### Ehrenbürger
- Paul von Hindenburg (1847–1934), Generalfeldmarschall[28]

### Söhne und Töchter der Stadt
Nach Geburtsjahr geordnet

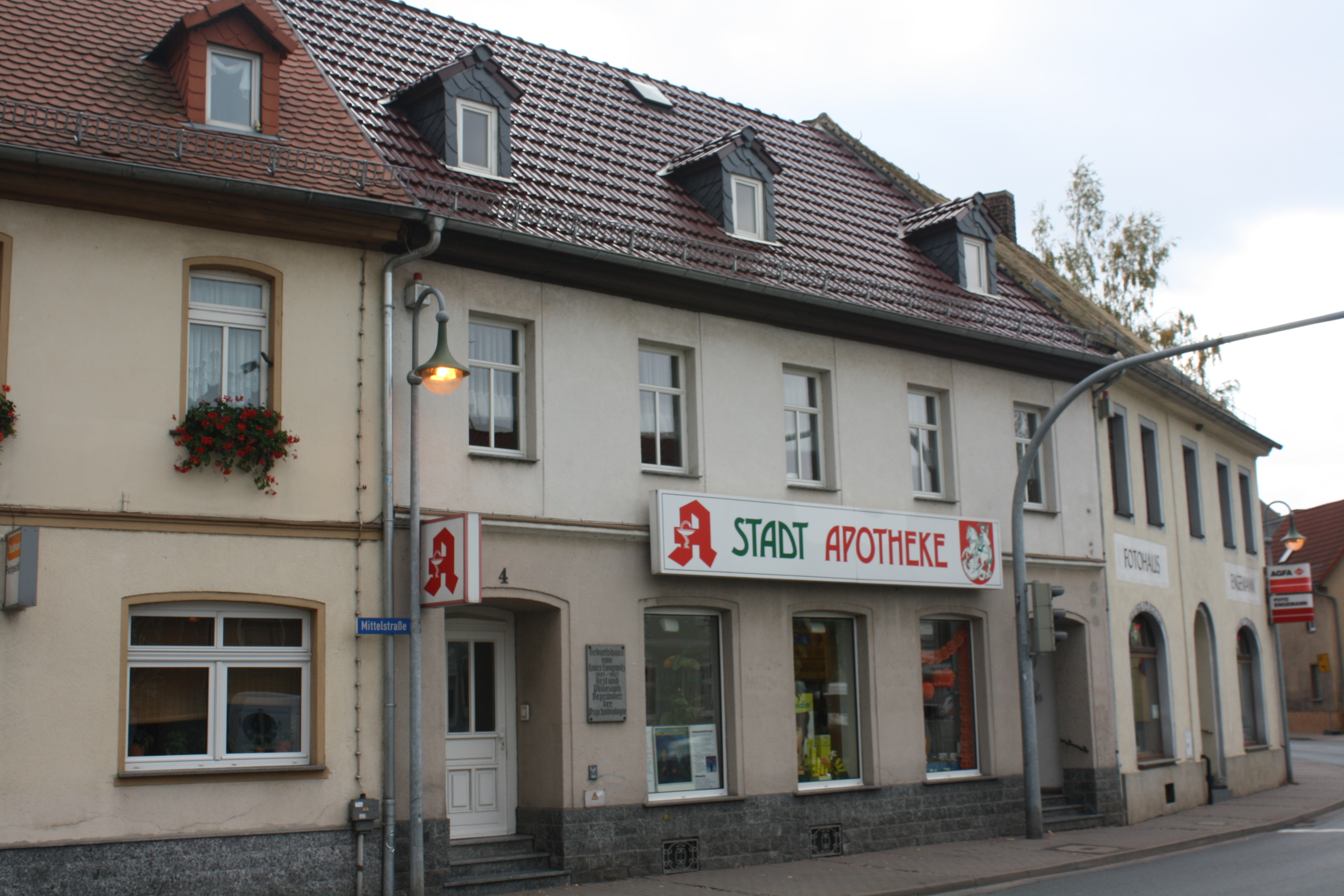
Geburtshaus von Hans Lungwitz (Stadtapotheke)

- Friedrich Edmund Pilling (1830–1907), Landesgerichtspräsident und Landtagsabgeordneter
- Arthur Ernst Glasewald (1861–1926), Chronist und Gründer des Deutschen Philatelistenverbandes
- Hans Lungwitz (1881–1967), Arzt, Philosoph und Begründer der Psychobiologie
- Erich Pitzschler (1895–1962), kaufmännischer Direktor, NSDAP-Parteifunktionär und Kommunalpolitiker
- Joachim Reichmann (1923–1991), Chirurg und Hochschullehrer
- Gudrun Deubener (1931–2009), Drehbuchautorin und Szenaristin
- Hans Jürgen Weßlowski (* 1954), Schriftsteller